# کرکادبرایت
کرکادبرایت (به انگلیسی: Kirkcudbright) یک شهرک در اسکاتلند است که در Kirkcudbrightshire واقع شده‌است. کرکادبرایت ۳٬۳۵۲ نفر جمعیت دارد.